# 光山县
光山县是中华人民共和国河南省信阳市下辖的一个县。位于河南省东南部，北临淮河，南依大别山，位于河南、湖北、安徽三省交界处。京九铁路、宁西铁路、国道312、国道106、沪陕高速、大广高速穿过。是全国重要商品粮生产基地，农产品产区和红色革命老区，面积1829平方公里。总人口約87萬人，县人民政府駐紫水街道平安路6號。

## 历史
周朝为光国。商朝中後期，光國人遷居到今河南省光山縣附近。楚國滅弦國時滅亡了光國。春秋属楚国领地，秦代辖于九江郡；王莽时废国立县，境内设光城、茹由、东安三县。西汉置西阳县。南朝宋元嘉二十五年（448年）置光城县，同年并置乐安县。隋朝开皇18年（589年）光城县并入乐安县，开皇十八年（598年）析置光山县，县名由此而来。

## 人口
根據第七次人口普查數據，截至2020年11月1日零時，光山縣常住人口為59.35萬人。户籍总户数为29.0112万户，户籍人口86.31万人。

## 政治

### 行政区划
目前下辖2个街道、7镇、10乡：
弦山街道、紫水街道、十里镇、寨河镇、孙铁铺镇、马畈镇、泼陂河镇、白雀园镇、砖桥镇、仙居乡、北向店乡、罗陈乡、殷棚乡、南向店乡、晏河乡、凉亭乡、斛山乡、槐店乡和文殊乡。

### 领导
- 中共光山县第十三届委员会书记（县委书记）：王建平
- 中共光山县第十三届委员会副书记（县委副书记）：李伟、孙涛
- 中共光山县第十三届委员会常务委员（县委常委）：王建平、李伟、孙涛、杨坤、曾玉杰、赵小军、祝文娟、曹书斌、曾刚、连勇、王廷辉[6]

## 交通
京九铁路南北贯穿，宁西铁路横贯东西。境内有隶属于武汉铁路局麻城车务段的光山县司马光火车站、泼河火车站（区间站），能够满足官渡河工业区及周边地区货物运输的发展。 沪陕高速横贯东西， 大广高速南北贯穿。国家级道路有 106国道， 230国道， 312国道。省级道路有 213省道、 338省道、 339省道。2016年2月，国家发改委以发改办基础[2016]97号文函复河南省人民政府，同意将阜阳经潢川至九江铁路按高速铁路纳入中长期铁路网规划修编方案，届时光山或将新建高铁站。

## 旅游
- 国家4A级旅游景区
  - 大苏山国家森林公园

- 全国重点文物保护单位
  - 邓颖超祖居

- 河南省文物保护单位

白雀园殉难烈士纪念地，鄂豫皖特委特苏机关旧址，永济桥，紫水塔，王大湾会议旧址，净居寺，徐畈遗址，光山吉鸿昌旧居，359旅指挥部旧址，中原军区第一纵队司令部旧址